# Кнайзель, Марианна

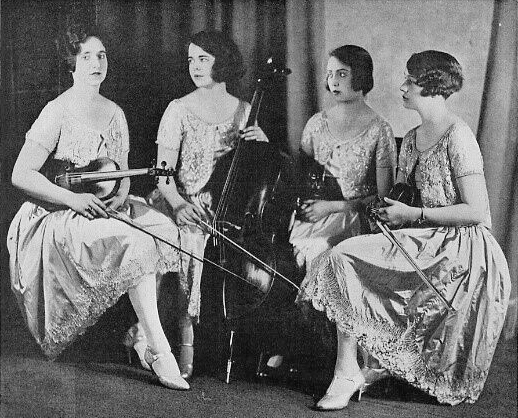
Марианна Кнайзель (слева) и её струнный квартет, 1927

Марианна Кнайзель (нем. Marianne Kneisel; 10 марта 1897, Бостон — 1 марта 1972, Блу-Хилл, штат Мэн) — американская скрипачка.
Дочь скрипача Франца Кнайзеля и его жены Марианны, также скрипачки. С девятилетнего возраста училась в Институте музыкального искусства в Нью-Йорке, с 1922 года преподавала в нём.
В 1925 году по примеру отца основала струнный квартет, получивший высокую оценку критики. Руководила коллективом на протяжении 25 лет.
В 1953 году вместе с Артуром Бальзамом, Джозефом Фуксом и Лилиан Фукс основала музыкальную школу в городке Блу-Хилл, где тридцатью годами ранее проводил летние школы её отец, и руководила ею до конца жизни.